# Cerapachys aitkenii
Cerapachys aitkenii är en myrart som beskrevs av Auguste-Henri Forel 1900. Cerapachys aitkenii ingår i släktet Cerapachys och familjen myror. Inga underarter finns listade.